# 福山憲三
福山 憲三（ふくやま けんぞう、1967年5月26日 - ）は、日本の歌手。

## 人物
学生時代にロックバンド「ゼラス」を結成し、地元の学校の文化祭や文化センターなどでライブを行い、非常に人気があった。その後は、家業を手伝いつつ、ソロでライブを行う。ドラマ『青春の影』『七星闘神ガイファード』などの主題歌を歌い、歌手デビューする。1998年、マネージャーの独立とともに活動の拠点を九州に移し、家業の仕事を手伝いつつ、音楽活動を行っていた。
2014年、芸名をKENZOに改め、再始動した。

## ディスコグラフィー
1. 「愛をくれよ」(1994年8月10日)
  - テレビ朝日系ドラマ『青春の影』主題歌・挿入歌
2. 「黄昏からTRAGEDY」(1995年7月26日)
3. 「永遠の誓い」(1996年5月16日)
  - テレビ東京系ドラマ『七星闘神ガイファード』主題歌
4. 「それぞれの想い」(2015年3月4日)
  - 記録映画 『ポセイドンの涙』主題歌

## 出演番組
- ミュージックステーション(1994年8月19日、9月9日)
- ポップジャム